# Humani generis
Ne doit pas être confondu avec Humani generis unitas.
Humani generis est une encyclique pontificale de Pie XII promulguée le 15 août 1950, concernant des « opinions et erreurs modernes menaçant de miner les fondements de la doctrine catholique ». Elle s'oppose notamment à la Nouvelle Théologie.

## Résumé de son contenu
L’encyclique fait d’abord un exposé des erreurs contemporaines existant en dehors de l'Église, tels que le monisme panthéiste fondé sur l’idée d’évolution, le matérialisme dialectique, l’existentialisme athée ou rejetant la valeur du raisonnement métaphysique, l’historicisme rejetant l’idée de vérité absolue en philosophie ou théologie.
Ces erreurs ont des répercussions dans les milieux catholiques. Il est du devoir des théologiens et philosophes catholiques d’étudier les courants modernes de pensée pour en tirer des « éléments latents de vérité », mais des déviations se sont produites soit par amour immodéré de la nouveauté soit par zèle apostolique mal réglé ou irénisme imprudent.

### En théologie
Elle a entraîné (chez certains) un relativisme dogmatique. Sous prétexte d’adaptation moderne on utilise des « notions et expressions flottantes » pour exprimer les vérités de la foi. Pie XII insiste sur la valeur absolue de vérité des formules dogmatiques.
Avec l’accent mis sur l’Écriture et la Tradition, on affaiblit des droits du Magistère vivant. Pie XII rappelle que le Magistère vivant a seul reçu et garde la fonction d’interprétation authentique du dépôt révélé. Les chercheurs doivent se soumettre au Magistère.
Quatre erreurs sont particulièrement notées en ce qui concerne l’interprétation des Saintes Écritures : - limiter l’inerrance scripturaire à ce qui concerne les vérités morales et religieuses. - une distinction illégitime est faite entre le sens divin caché de l’Écriture (seul infaillible) et le sens humain - une interprétation scripturaire qui ne tient pas compte de la tradition de l'Église. - l’exégèse symbolique et spirituelle (en opposition à l’exégèse littérale) est présentée comme seule capable de rendre l’Écriture de nouveau intelligible à tous.
Suit une énumération de dix erreurs particulières, dans le domaine strict de la théologie catholique.

### En philosophie
L’encyclique fait d’abord une apologie de la valeur de la raison humaine. Les catholiques doivent réaffirmer le pouvoir efficace de la raison : « démontrer avec certitude l’existence d’un Dieu personnel, et exprimer justement la loi inscrite dans le cœur des hommes ».  Pour ce faire, il faut que la raison soit formée comme il convient et « pénétrée de la philosophie saine reçue des siècles chrétiens ». « Si on a saisi ceci, on comprend pourquoi l'Église exige que ses futurs prêtres soient formés aux disciplines philosophiques selon la méthode, doctrine et principes de Saint Thomas d’Aquin ».  C’est l’expérience de plusieurs siècles qui parle. L’encyclique reprend ensuite et répond point par point aux attaques contemporaines faites contre le thomisme.

### Rapports entre foi et sciences positives
- Biologie et anthropologie : En ce qui concerne l’origine du corps humain dans l’évolution générale des organismes vivants, les chercheurs ont pleine liberté.  Par contre le polygénisme (c’est-à-dire la présence sur terre, après Adam, d’hommes qui ne descendraient pas de lui) est inacceptable. C’est incompatible avec la doctrine du péché originel (un péché vraiment personnel commis par Adam).
- Histoire : Pie XII condamne certaines manières beaucoup trop libres d’interpréter  les livres historiques de l’Ancien Testament. Cela concerne surtout les onze premiers chapitres de la Genèse.

### Conclusion
Pie XII invite à la vigilance attentive des évêques et supérieurs religieux, et à l’obéissance entière et convaincue des professeurs d’instituts ecclésiastiques. Mieux comprendre pour mieux obéir.